# Repêchage d'entrée dans la KHL 2012
2011 2013
Le repêchage d'entrée dans la KHL 2012 est le quatrième repêchage de l'histoire de la Kontinentalnaïa Hokkeïnaïa Liga. Il est présenté le 26 mai 2012 à la Traktor Arena. Un total de 1 008 joueurs de hockey sur glace participent au repêchage.

## Règles
Les équipes ont le droit de protéger cinq joueurs de leurs équipes de jeunes en faisant opposition lorsqu'un autre club le repêche. Par exemple, Valeri Nitchouchkine est choisi par le Dinamo Minsk en onzième position. Le Traktor qui a choisi de le protéger récupère le onzième choix et conserve ses droits sur le joueur. Le Dinamo Minsk tente une nouvelle sélection un autre joueur en douzième position. Au-delà de cinq oppositions, une équipe ne plus s'opposer à une sélection adverse.
Un club peut utiliser un choix de repêchage pour sélectionner un de ses propres joueurs.
Seul le Vitiaz Tchekhov n'a pas le droit de protéger les joueurs de ses équipes de jeunes. Conformément au règlement il est sanctionné pour ne pas assez avoir investi d'argent dans son hockey mineur.
Il est interdit de choisir un joueur du Lokomotiv Iaroslavl, l'équipe devant se reconstruire après l'accident d'avion.

## Le repêchage
Le SKA Saint-Pétersbourg a obtenu le premier choix au Sibir Novossibirsk en lui échangeant les droits du défenseur Johan Fransson.

### Premier tour
| Rang | Joueur               | Position | Nationalité     | Équipe KHL               | Repêché de                  | Joueur protégé |
| ---- | -------------------- | -------- | --------------- | ------------------------ | --------------------------- | -------------- |
| 1    | Denis Aleksandrov    | D        | Russie          | SKA Saint-Pétersbourg    | Krylia Sovetov              |                |
| 2    | Aleksandr Barkov Jr. | A        | Finlande Russie | Lokomotiv Iaroslavl      | Tappara Tampere             |                |
| 3    | Rinat Valiev         | D        | Russie          | Ak Bars Kazan            | Ak Bars Kazan               |                |
| 4    | Nikita Zadorov       | D        | Russie          | HK CSKA Moscou           | HK CSKA Moscou              |                |
| 5    | Viktor Baldaïev      | D        | Russie          | Atlant Mytichtchi        | Kristall Elektrostal        |                |
| 6    | Vladislav Boïko      | A        | Russie          | HK CSKA Moscou           | Krylia Sovetov              |                |
| 7    | Radek Faksa          | A        | Tchéquie        | Neftekhimik Nijnekamsk   | Rangers de Kitchener        |                |
| 8    | Nikolaï Goldobine    | A        | Russie          | Metallourg Novokouznetsk | Vitiaz Tchekhov             |                |
| 9    | Rihards Bukarts      | A        | Lettonie        | Dinamo Riga              | Kapitan Stoupino            |                |
| 10   | Dmitri Ioudine       | D        | Russie          | Iougra Khanty-Mansiïsk   | Spoutnik Nijni Taguil       |                |
| 11   | Valeri Nitchouchkine |          | Russie          | Traktor Tcheliabinsk     | Traktor Tcheliabinsk        | 1/5            |
| 12   | Raman Hrabarenka     | D        | Biélorussie     | Dinamo Minsk             | Voltigeurs de Drummondville |                |
| 13   | Rasmus Ristolainen   | D        | Finlande        | Amour Khabarovsk         | TPS Turku                   |                |
| 14   | Tomas Hertl          | A        | Tchéquie        | Severstal Tcherepovets   | HC Slavia Prague            |                |
| 15   | Stanislav Zintşenko  |          | Kazakhstan      | Avangard Omsk            | Avangard Omsk               | 1/5            |
| 16   | Ivan Fichtchenko     |          | Russie          | Avangard Omsk            | Avangard Omsk               | 2/5            |
| 17   | Madiiar Ibraibekov   | D        | Kazakhstan      | Barys Astana             | Barys Astana                |                |
| 18   | Andreï Filonenko     | G        | Russie          | HK CSKA Moscou           | HK CSKA Moscou              |                |
| 19   | Martin Gernat        | D        | Slovaquie       | Salavat Ioulaïev Oufa    | Oil Kings d'Edmonton        |                |
| 20   | Sergueï Stetsenko    |          | Russie          | HK CSKA Moscou           | HK CSKA Moscou              | 1/5            |
| 21   | Mikhaïl Tikhonov     |          | Russie          | SKA Saint-Pétersbourg    | HK Rys                      |                |
| 22   | Rouzal Galeïev       | A        | Russie          | Ak Bars Kazan            | Ak Bars Kazan               |                |
| 23   | Ville Pokka          | D        | Finlande        | Avangard Omsk            | Kärpät Oulu                 |                |
| 24   | Rouslan Bazanov      | D        | Russie          | Metallourg Magnitogorsk  | HK CSKA Moscou              |                |
| 25   | Pavel Boutchnevitch  |          | Russie          | Severstal Tcherepovets   | Severstal Tcherepovets      | 1/5            |
| 26   | Juuso Ikonen         | A        | Finlande        | Metallourg Novokouznetsk | Blues Espoo                 |                |
| 27   | Artiom Koulechov     | D        | Russie          | Torpedo Nijni Novgorod   | Krylia Sovetov              |                |
| 28   | Sergueï Toltchinski  | A        | Russie          | HK CSKA Moscou           | HK CSKA Moscou              |                |
| 29   | Vladislav Lyssenko   | D        | Russie          | Atlant Mytichtchi        | Atlant Mytichtchi           | 1/5            |
| 30   | Hampus Lindholm      | D        | Suède           | Donbass Donetsk          | Rögle BK                    |                |
| 31   | Tomas Rachunek       | A        | Tchéquie        | HC Lev Prague            | HC Sparta Prague            |                |
| 32   | Marko Dano           | A        | Slovaquie       | HC Slovan Bratislava     | HC Dukla Trenčín            |                |

### Deuxième tour
| Rang | Joueur                | Position | Nationalité        | Équipe KHL               | Repêché de            | Joueur protégé |
| ---- | --------------------- | -------- | ------------------ | ------------------------ | --------------------- | -------------- |
| 33   | Ivan Barbachev        |          | Russie             | OHK Dinamo               | OHK Dinamo            | 1/5            |
| 34   | Andreï Alekseïev      |          | Russie             | OHK Dinamo               | OHK Dinamo            | 2/5            |
| 35   | Grigori Dikouchine    |          | Russie             | HK CSKA Moscou           | HK CSKA Moscou        | 2/5            |
| 36   | Nikita Serebriakov    |          | Russie             | OHK Dinamo               | OHK Dinamo            | 3/5            |
| 37   | Viktor Gavrikov       | D        | Russie             | Lokomotiv Iaroslavl      | Lokomotiv Iaroslavl   |                |
| 38   | Viktor Chakhvorostov  | A        | Russie             | Ak Bars Kazan            | Ak Bars Kazan         |                |
| 39   | Konstantin Zavarine   |          | Russie             | Traktor Tcheliabinsk     | Traktor Tcheliabinsk  | 2/5            |
| 40   | Aleksandr Charov      |          | Russie             | Traktor Tcheliabinsk     | Traktor Tcheliabinsk  | 3/5            |
| 41   | Phil Baltisberger     | D        | Suisse             | Iougra Khanty-Mansiïsk   | ZSC Lions             |                |
| 42   | Rickard Rakell        | A        | Suède              | Sibir Novossibirsk       | Whalers de Plymouth   |                |
| 43   | Igor Chestiorkine     | G        | Russie             | HK Spartak Moscou        | Krylia Sovetov        |                |
| 44   | Maksim Mamine         | A        | Russie             | HK CSKA Moscou           | HK CSKA Moscou        |                |
| 45   | Alekseï Zakarlioukine | A        | Russie             | Traktor Tcheliabinsk     | Traktor Tcheliabinsk  | 4/5            |
| 46   | Pavel Medvedev        | D        | Russie             | Metallourg Magnitogorsk  | OHK Dinamo            |                |
| 47   | Daniil Jarkov         | A        | Russie             | Metallourg Novokouznetsk | Bulls de Belleville   |                |
| 48   | Georgs Golovkovs      | A        | Lettonie           | Dinamo Riga              | Metalurgs Liepaja     |                |
| 49   | Konstantin Okoulov    |          | Russie             | Sibir Novossibirsk       | Sibir Novossibirsk    | 1/5            |
| 50   | Valentin Zykov        |          | Russie             | HK CSKA Moscou           | HK CSKA Moscou        | 3/5            |
| 51   | Annulé                |          |                    | HK Spartak Moscou        |                       |                |
| 52   | Kirill Vorobiov       |          | Russie             | HK CSKA Moscou           | HK CSKA Moscou        | 4/5            |
| 53   | Aleksandr Charov      |          | Russie             | HK CSKA Moscou           | HK CSKA Moscou        | 5/5            |
| 54   | Niklas Tikkinen       | A        | Finlande           | Metallourg Novokouznetsk | Espoo Blues Jr.       |                |
| 55   | Johan Gustafsson      | G        | Suède              | Amour Khabarovsk         | Luleå HF              |                |
| 56   | Ludvig Byström        | D        | Suède              | Severstal Tcherepovets   | MODO Hockey           |                |
| 57   | Artturi Lehkonen      | A        | Finlande           | SKA Saint-Pétersbourg    | TPS Turku             |                |
| 58   | Viatcheslav Volkov    | G        | Russie             | Atlant Mytichtchi        | HK CSKA Moscou        |                |
| 59   | Roman Doubinine       | D        | Russie             | Salavat Ioulaïev Oufa    | Salavat Ioulaïev Oufa |                |
| 60   | Sergueï Diatchenko    | A        | Russie             | Torpedo Nijni Novgorod   | HK Rys                |                |
| 61   | Rouslan Troubkine     | D        | Russie             | Ak Bars Kazan            | Ak Bars Kazan         |                |
| 62   | Nikolaï Gloukhov      | D        | Russie             | Avangard Omsk            | Avangard Omsk         |                |
| 63   | Igor Majouga          |          | Russie             | Avangard Omsk            | Avangard Omsk         | 3/5            |
| 64   | Pavel Zykov           | A        | Russie             | Metallourg Magnitogorsk  | HK CSKA Moscou        |                |
| 65   | Vladimir Brioukvine   | A        | Russie             | OHK Dinamo               | OHK Dinamo            |                |
| 66   | Pontus Åberg          | A        | Suède              | SKA Saint-Pétersbourg    | Djurgården Hockey     |                |
| 67   | Vladimir Ionine       | A        | Russie             | Traktor Tcheliabinsk     | Traktor Tcheliabinsk  |                |
| 68   | Mikko Vainonen        | D        | Finlande           | Donbass Donetsk          | HIFK                  |                |
| 69   | Vojtech Mozik         | D        | Tchéquie           | HC Lev Prague            | BK Mladá Boleslav     |                |
| 70   | Martin Réway          | A        | Tchéquie Slovaquie | HC Slovan Bratislava     | HC Sparta Prague      |                |

### Troisième tour
| Rang | Joueur              | Position | Nationalité | Équipe KHL                  | Repêché de                  | Joueur protégé |
| ---- | ------------------- | -------- | ----------- | --------------------------- | --------------------------- | -------------- |
| 71   | Rouchan Rafikov     | D        | Russie      | Lokomotiv Iaroslavl         | Lokomotiv Iaroslavl         |                |
| 72   | Nikita Chatskine    |          | Russie      | Vitiaz Tchekhov             | Vitiaz Tchekhov             |                |
| 73   | Vladimir Tkatchiov  |          | Russie      | Avangard Omsk               | Avangard Omsk               | 4/5            |
| 74   | Alekseï Abrossimov  |          | Russie      | Avangard Omsk               | Avangard Omsk               | 5/5            |
| 75   | Vadim Khrischpents  |          | Russie      | Iougra Khanty-Mansiïsk      | Avangard Omsk               |                |
| 76   | Roman Ratchinski    |          | Russie      | Sibir Novossibirsk          | Sibir Novossibirsk          | 2/5            |
| 77   | Iegor Ioudov        |          | Russie      | HK Spartak Moscou           | Krylia Sovetov              |                |
| 78   | Gueorgui Makkaïev   |          | Russie      | HK CSKA Moscou              | HK CSKA Moscou              |                |
| 79   | Koo Danila          |          | Russie      | HK CSKA Moscou              | Lada Togliatti              |                |
| 80   | Vsevolod Iastrebkov |          | Russie      | Ak Bars Kazan               | Ak Bars Kazan               | 1/5            |
| 81   | Maksim Pouchkarski  |          | Russie      | Ak Bars Kazan               | Ak Bars Kazan               | 2/5            |
| 82   | Ziat Païguine       |          | Russie      | Ak Bars Kazan               | Ak Bars Kazan               | 3/5            |
| 83   | Ievgueni Lyzine     |          | Russie      | Ak Bars Kazan               | Ak Bars Kazan               | 4/5            |
| 84   | Dmitri Kachtanov    |          | Russie      | Ak Bars Kazan               | Ak Bars Kazan               | 5/5            |
| 85   | Rafael Chakourov    |          | Russie      | Neftekhimik Nijnekamsk      | Ak Bars Kazan               |                |
| 86   | Ilia Ivanov         |          | Russie      | Metallourg Novokouznetsk    | Vitiaz Tchekhov             |                |
| 87   | Elvis Merzļikins    | G        | Lettonie    | Dinamo Riga                 | HC Lugano jr.               |                |
| 88   | Artiom Mikeïev      |          | Russie      | Ak Bars Kazan               | Ak Bars Kazan               |                |
| 89   | Denis Dalidovitch   | A        | Biélorussie | Dinamo Minsk                | Minot Minotauros            |                |
| 90   | Jani Hakanpää       | D        | Finlande    | Amour Khabarovsk            | Espoo Blues                 |                |
| 91   | Sven Bärtschi       | A        | Suisse      | Severstal Tcherepovets      | Flames de Calgary           |                |
| 92   | Calle Andersson     | D        | Suède       | SKA Saint-Pétersbourg       | Färjestads BK               |                |
| 93   | Vladislav Gritskikh |          | Russie      | Neftekhimik Nijnekamsk      | Ak Bars Kazan               |                |
| 94   | Nicklas Jensen      | A        | Danemark    | Salavat Ioulaïev Oufa       | Generals d'Oshawa           |                |
| 95   | Ievgueni Filine     |          | Russie      | Torpedo Nijni Novgorod      | Neftianik Almetievsk        |                |
| 96   | Passe               |          |             | Ak Bars Kazan               |                             |                |
| 97   | Ivan Teterine       |          | Russie      | Avtomobilist Iekaterinbourg | Avtomobilist Iekaterinbourg | 1/5            |
| 98   | Anton Nekriatch     |          | Russie      | Sibir Novossibirsk          | Sibir Novossibirsk          | 2/5            |
| 99   | Ievgueni Koubassov  |          | Russie      | Avangard Omsk               | Sibir Novossibirsk          |                |
| 100  | Andreï Alekseïev    |          | Russie      | Metallourg Magnitogorsk     | Ak Bars Kazan               |                |
| 101  | Ivan Botcharov      |          | Russie      | OHK Dinamo                  | OHK Dinamo                  |                |
| 102  | André Burakovsky    | A        | Suède       | SKA Saint-Pétersbourg       | Malmö Redhawks              |                |
| 103  | Artiom Penkovski    |          | Russie      | Traktor Tcheliabinsk        | Traktor Tcheliabinsk        |                |
| 104  | Iegor Morozov       |          | Russie      | Donbass Donetsk             | Lada Togliatti              |                |
| 105  | Lukas Zejdl         | A        | Tchéquie    | HC Lev Prague               | HC Slavia Prague            |                |
| 106  | Dominik Rehak       | A        | Slovaquie   | HC Slovan Bratislava        | MsHK Žilina                 |                |

### Quatrième tour
| Rang | Joueur                | Position | Nationalité | Équipe KHL                  | Repêché de            | Joueur protégé |
| ---- | --------------------- | -------- | ----------- | --------------------------- | --------------------- | -------------- |
| 107  | Aleksandr Mokchantsev | A        | Russie      | Lokomotiv Iaroslavl         | Lokomotiv Iaroslavl   |                |
| 108  | Timour Bilialov       |          | Russie      | Ak Bars Kazan               | Ak Bars Kazan         |                |
| 109  | Stepan Khripounov     |          | Russie      | Avtomobilist Iekaterinbourg | Salavat Ioulaïev Oufa | 1/5            |
| 110  | Vladislav Vorolaïev   |          | Russie      | Avtomobilist Iekaterinbourg | Spoutnik Nijni Taguil |                |
| 111  | Jakub Orsava          | A        | Tchéquie    | Sibir Novossibirsk          | HC Trinec             |                |
| 112  | Artiom Prokhorov      |          | Russie      | HK CSKA Moscou              | Krylia Sovetov        |                |
| 113  | Nikita Tcherepanov    |          | Russie      | Lokomotiv Iaroslavl         | Lokomotiv Iaroslavl   |                |
| 114  | Nathan MacKinnon      | A        | Canada      | Vitiaz Tchekhov             | Mooseheads d'Halifax  |                |
| 115  | Kevin Antipov         |          | Russie      | Metallourg Novokouznetsk    | HK CSKA Moscou        |                |
| 116  | Igor Boldine          |          | Russie      | HK Spartak Moscou           | HK Spartak Moscou     |                |
| 117  | Pavel Popov           |          | Russie      | Iougra Khanty-Mansiïsk      | Traktor Tcheliabinsk  |                |
| 118  | Kristian Khenkel      | D        | Biélorussie | Dinamo Minsk                | HK Iounost Minsk      |                |
| 119  | Joonas Korpisalo      | G        | Finlande    | Amour Khabarovsk            | Jokerit jr.           |                |
| 120  | Kirill Grigoriev      |          | Russie      | Severstal Tcherepovets      | HK Rys                |                |
| 121  | Nikita Mihailis       | A        | Kazakhstan  | Barys Astana                | Barys Astana          |                |
| 122  | Dmitri Vorobiov       |          | Russie      | HK Spartak Moscou           | Krylia Sovetov        |                |
| 123  | Nikita Setdikov       |          | Russie      | Salavat Ioulaïev Oufa       | HK Rys                |                |
| 124  | Dmitri Iermochenko    |          | Russie      | OHK Dinamo                  | OHK Dinamo            |                |
| 125  | Fredrik Claesson      | D        | Suède       | Severstal Tcherepovets      | Djurgården Hockey     |                |
| 126  | Fiodor Kozlovski      |          | Russie      | Avangard Omsk               | Avangard Omsk         |                |
| 127  | Vadim Orekhov         |          | Russie      | Sibir Novossibirsk          | Sibir Novossibirsk    |                |
| 128  | Andreï Mironov        |          | Russie      | OHK Dinamo                  | OHK Dinamo            |                |
| 129  | Jonatan Nielsen       | D        | Suède       | SKA Saint-Pétersbourg       | Linköpings HC         |                |
| 130  | Andreï Ierofeïev      |          | Russie      | Traktor Tcheliabinsk        | Traktor Tcheliabinsk  |                |
| 131  | Henri Ikonen          | A        | Finlande    | Donbass Donetsk             | KalPa                 |                |
| 132  | Jan Kostalek          | D        | Tchéquie    | HC Lev Prague               | HC Sparta Prague      |                |
| 133  | Matej Paulovic        | A        | Slovaquie   | HC Slovan Bratislava        | Färjestads BK jr.     |                |

### Cinquième tour
| Rang | Joueur                   | Position | Nationalité        | Équipe KHL                   | Repêché de                        | Joueur protégé |
| ---- | ------------------------ | -------- | ------------------ | ---------------------------- | --------------------------------- | -------------- |
| 134  | Dmitri Boïtchouk         |          | Russie             | OHK Dinamo                   | OHK Dinamo                        | 4/5            |
| 135  | Roman Nikolaïev          |          | Russie             | OHK Dinamo                   | OHK Dinamo                        | 5/5            |
| 136  | Andreï Guerachtchenko    |          | Russie             | Lokomotiv Iaroslavl          | OHK Dinamo                        |                |
| 137  | Vincent Trocheck         | A        | États-Unis         | Vitiaz Tchekhov              | Spirit de Saginaw                 |                |
| 138  | Maksim Belopachentsev    |          | Russie             | Torpedo Nijni Novgorod       | Torpedo Nijni Novgorod            | 1/5            |
| 139  | Anatoli Golychev         |          | Russie             | Avtomobilist Iekaterinnbourg | Avtomobilist Iekaterinnbourg      |                |
| 140  | Wilhelm Westlund         | D        | Suède              | Metallourg Magnitogorsk      | Färjestads BK                     |                |
| 141  | Shane Prince             | A        | États-Unis         | Vitiaz Tchekhov              | 67's d'Ottawa                     |                |
| 142  | Viktor Zakharov          | A        | Ukraine            | HK CSKA Moscou               | HK Sokol Kiev                     |                |
| 143  | Ilia Korenev             |          | Russie             | Lokomotiv Iaroslavl          | Lokomotiv Iaroslavl               | Protégé        |
| 144  | Aleksandr Bryntsev       |          | Russie             | Neftekhimik Nijnekamsk       | Neftekhimik Nijnekamsk            |                |
| 145  | Ville Husso              | G        | Finlande           | Metallourg Novokouznetsk     | HIFK jr.                          |                |
| 146  | Ralf Rinke               | A        | Allemagne Lettonie | Dinamo Riga                  | EHC Timmendorfer Strand 06        |                |
| 147  | Dmitri Arseniouk         |          | Russie             | Metallourg Magnitogorsk      | Metallourg Magnitogorsk           | 1/5            |
| 148  | Pavel Varfomoleïev       |          | Russie             | Iougra Khanty-Mansiïsk       | Metallourg Magnitogorsk           |                |
| 149  | Roman Dioukov            |          | Biélorussie        | Dinamo Minsk                 | HK Iounost Minsk                  |                |
| 150  | Vladislav Maslikine      |          | Russie             | Sibir Novossibirsk           | Sibir Novossibirsk                |                |
| 151  | Max Friberg              | A        | Suède              | Metallourg Novokouznetsk     | Timrå IK                          |                |
| 152  | Ivan Stepanenko          | D        | Kazakhstan         | Barys Astana                 | Barys Astana                      |                |
| 153  | Denis Liapoustine        |          | Russie             | Neftekhimik Nijnekamsk       | Neftekhimik Nijnekamsk            |                |
| 154  | Artiom Moskaliov         |          | Russie             | SKA Saint-Pétersbourg        | SKA Saint-Pétersbourg             | 1/5            |
| 155  | Matej Beran              | A        | Tchéquie           | Salavat Ioulaïev Oufa        | Rocket de l'Île-du-Prince-Édouard |                |
| 156  | Iegor Ivanov             |          | Russie             | Traktor Tcheliabinsk         | Traktor Tcheliabinsk              | 5/5            |
| 157  | Dmitri Iakounine         |          | Russie             | Torpedo Nijni Novgorod       | HK CSKA Moscou                    |                |
| 158  | Dmitri Martchenkov       |          | Russie             | Iougra Khanty-Mansiïsk       | Metallourg Magnitogorsk           |                |
| 159  | Sergueï Boldirev         |          | Russie             | Metallourg Magnitogorsk      | Metallourg Magnitogorsk           | 2/5            |
| 160  | Anton Bespalov           |          | Russie             | Avangard Omsk                |                                   |                |
| 161  | Stanislav Perekhodiouk   |          | Russie             | Metallourg Magnitogorsk      | HK CSKA Moscou                    |                |
| 162  | Saveli Iline             |          | Russie             | OHK Dinamo                   | OHK Dinamo                        |                |
| 163  | Konstantin Loutchevnikov |          | Russie             | Avangard Omsk                | Metchel Tcheliabinsk              |                |
| 164  | Spencer Humphries        | D        | Canada             | Traktor Tcheliabinsk         | Hitmen de Calgary                 |                |
| 165  | Vladimir Abachkine       |          | Russie             | Donbass Donetsk              | Metallourg Magnitogorsk           |                |
| 164  | Roman Will               | G        | Tchéquie           | HC Lev Prague                | Wildcats de Moncton               |                |
| 165  | Patrik Koys              | A        | Slovaquie          | HC Slovan Bratislava         | HC Dukla Trenčín jr.              |                |